# Nemesis (Resident Evil)
Némesis (追跡者: en japonés) (también llamado The Pursuer en inglés) es un personaje ficticio de la saga de videojuegos Resident Evil. Es una BOW (arma bioorgánica), un nuevo prototipo de Tyrant y antagonista principal del videojuego Resident Evil 3: Nemesis.
Curiosamente, el diseño de la apariencia de Némesis está basado en uno de los cenobitas de la película Hellraiser, específicamente el denominado Chatterer.

## Características
Némesis es una de las armas biológicas más mortíferas creadas por la Corporación Umbrella. El siguiente paso en las investigaciones de Umbrella. Es un humanoide de 2,20 m (7′ 3″) de altura. Porta una gabardina de cuero negra, cargadores y amarres de metal. Entre sus características se incluyen una cara profundamente marcada con una cicatriz y tentáculos que sobresalen cada vez que sea necesario (el dispositivo que crea al Némesis se implanta primordialmente en el cerebro, además posee otras cicatrices de intervenciones reforzadoras, que sus ropas camuflan hasta la segunda parte del juego), una especie de tentáculos que sobresalen horriblemente de la parte posterior superior de su cuerpo que atraviesan los músculos y que usa como armas. Su brazo derecho es más musculoso, mientras que el izquierdo parece más normal, pero envuelto en una funda de cuero apretada con numerosas correas en sus brazos, en el derecho se concentran más tentáculos.

## Origen de su creación
De acuerdo con lo visto en el vídeo The Wesker Report, fue dirigido por la sede europea de Umbrella (división francesa) durante los años 80, independiente de la investigación de Tyrant en las montañas Arklay. La inserción del parásito Nemesis dentro de un huésped tenía una tasa de éxitos muy baja, porque había solamente 1 de 60 000 000 personas con un ADN compatible, que acepte el parásito. Un anfitrión incompatible moriría 5 minutos después de que el parásito Nemesis tomara control de su cerebro.
En 1988, como una tentativa de robar el crédito para el proyecto Nemesis, Albert Wesker utilizó sus conexiones con Ozwell E. Spencer para adquirir un espécimen. Planeó utilizarla en Lisa Trevor, un espécimen humano para la experimentación, en las montañas Arklay. Cada virus, con todas sus consecuencias, fueron creados por Umbrella. Después de ser inyectado con el parásito Nemesis, viajó a su cerebro y desapareció (Wesker creyó que se destruyó, pero no fue así). Luego, un virus nuevo fue descubierto por William Birkin. Pasaría una década hasta convertirlo en el G-Virus.
Las pruebas tempranas del parásito Nemesis dieron lugar a que muriera el huésped algunos minutos después de la implantación. Este problema fue solucionado por Umbrella Francia. Durante finales de 1997 y principios de 1998, Umbrella Francia produjo 4 parásitos de NE-A que se empalmaron con el modelo Tyrant de producción en masa T-103. El primer experimento fracasó, debido al hecho de que el parásito permitió que el huésped conservara el pensamiento cognoscitivo lo que resultaría en un deseo de escapar. Este primer Nemesis fue destruido. El segundo tenía su inteligencia restringida debido al uso de fármacos inhibidores que limitarían el crecimiento de las células de cerebro del parásito Nemesis. Este Nemesis fue enviado a Raccoon City durante un brote del T-Virus, donde tenía que ser probado en el campo; así es como asesina a cualquier miembro de S.T.A.R.S. que pudiera intentar transmitir información de las actividades ilegales de Umbrella a los medios o a los gobiernos del mundo.
Los acontecimientos de Raccoon city ocurren sobre el curso de varios días, con el Nemesis activo, a través de este tiempo. Exhibe mayor inteligencia que el Tyrant desplegado por Umbrella en Raccoon City. Nemesis tiene una capacidad muy limitada de habla. Puede cargar varias armas, entre ellas un lanzamisiles tierra-aire FIM-92 (Stinger) bastante pesado para un simple humano. El motivo de que los Tyrant continúen siendo el tipo de criatura más utilizado por Umbrella es porque el suceso en Raccoon sugiere que el proyecto Nemesis demostró ser impráctico al existir pocos anfitriones compatibles y que era muy difícil de producir.
El Nemesis-T, que aparece en el sueño de Claire, posiblemente es uno de los otros experimentos de cuatro Némesis. Fue liberado en la Isla Rockfort durante los acontecimientos de Resident Evil Survivor 2: Code Veronica. Aparecería si el jugador había demorado más de un número determinado de horas en uno de los niveles.

## Resident Evil 3: Nemesis
Su primera aparición en los videojuegos fue en Resident Evil 3: Nemesis. Su único objetivo es asesinar a todos los miembros de S.T.A.R.S. A diferencia de los zombis y jefes normales, Nemesis puede seguir al jugador por todo el recorrido, expresándose con muchos gruñidos y gritos, siendo apenas perceptible la repetición de la palabra 'Stars' cuando trata de buscar y atacar.
Tiene gran velocidad, este pelea con fuertes golpes y arremetidas. Una muestra clara de la capacidad de Nemesis se manifiesta en el incidente ocasionado en la torre del reloj, cuando la exmiembro del equipo STARS (Jill Valentine) se encontraba en el intento de ser rescatada por un helicóptero solicitado, es allí cuando Nemesis lanza un proyectil de la pesada arma tierra-aire FIM-92 hacia el transporte de aire, ocasionando así que descienda directamente hacia la torre, ocasionando una fuerte explosión y evitando que Jill sea rescatada. Minutos después, Nemesis en busca de su objetivo, se dirige hacia Jill Valentine y encontrándose no más de 4 metros de distancia, hace uso de uno de sus tentáculos penetrando su hombro derecho de la agente para así infectarla. Cuando el tentáculo es regresado a la inmensa anatomía del tan deforme Tyran repentinamente hace su aparición el miembro en ese entonces de la USBC, Carlos Oliveira. En busca de velar por el bienestar de la exmiembro de los STARS, Carlos realiza disparos directo hacia el orificio de lanzamiento de la pesada arma de Nemesis, ocasionando así una fuerte explosión del arma portada por el Tyran destrozando parcialmente la parte superior de su traje, dejando al descubierto los tentáculos equipados como parte del experimento. Momento después, por dicho esfuerzo, el miembro del equipo USBC queda inconsciente, dejando un poco menos de la mitad del trabajo para Jill. Al ser debilitado mediante incontables disparos realizado por la exmiembro del equipo alpha STARS, Nemesis se dirige hacia las llamas provocadas por el accidente del helicóptero, donde colapsa hasta la próxima aparición y en otra de sus transformaciones.
En el último encuentro este ha usado su regeneración celular hasta un punto en el que se ha convertido en una descomunal criatura deforme e inestable a nivel celular y ya no tiene ninguna capacidad de pensamiento ni misión alguna y lo único que busca es alimentarse.
Hasta la batalla final con Nemesis, el jugador no tiene otra opción más que huir de él o aturdirlo momentáneamente para continuar jugando.
Nemesis aparece también en muchas ocasiones en el modo de The Mercenaries con distintas de sus formas e incluso aparece más de un Nemesis al mismo tiempo.

## Resident Evil: Apocalipsis
Esta es la única película de acción real en la que Nemesis hace aparición, es interpretado por el actor Eric Mabius, en la trama el arma biológica es en realidad Matt, el hombre que logró huir de la Colmena junto con Alice en la primera película de Resident Evil. Comenzó a mutar y los técnicos de Umbrella se lo llevaron para experimentar con él.

## Alteraciones de la mutación
Némesis es capaz de atacar de muchas formas, lo cual lo convierte en un óptimo cazador. Entre ellas puede optar por distintas estrategias de ataque, usar herramientas, recuperarse e incluso mutar en ocasiones extremas.
- Forma normal

El virus de mutación T-02 es extremadamente inteligente. Mucho más inteligente que el Tyrant que umbrella había estado utilizando. Usa un tentáculo para atravesar a su enemigo, usa un lanzacohetes hecho específicamente para él, que es demasiado pesado para que un humano normal lo haga, y mucho menos lo opere el sistema de evolución. Los récords muestran que carga otras armas, como un cuchillo de combate, un rifle de asalto y hasta una escopeta. Solo usa sus tentáculos para una ejecución rápida.
- Forma cautelosa

Aunque la armadura interna tiene una ligera protección contra las balas, bajo fuego pesado recibe daño. Entonces entra en un estado «cauteloso». No hay cambios significantes en la apariencia, pero su sistema de defensa causa que use parte de sus tentáculos como arma; optará por esperar el momento oportuno, y entonces atacar con todo lo que tenga. En este modo, los tentáculos están cubiertos por un líquido que afecta al sistema nervioso de la víctima, restringiendo el movimiento de la misma, además de infectarla con el T-Virus para que no sobreviva en caso de escapatoria.
- Forma secundaria

Después de recibir mucho daño, Nemesis se retira para recuperarse; sufre leves alteraciones, así como la de cerrar las heridas más graves. El resultado es la recuperación de heridas, pero debido al daño y el fracaso se convierten en una criatura más violenta e insistente que usa de forma abusiva su ventaja física (así como sus tentáculos). Bajo esta condición de excitación sus tentáculos se sueltan, volviéndose más letal y fluido de lo usual y aumentando su rango de alcance. Némesis no para su ataque aunque acumule heridas serias (p. ej., una lesión en el cuádriceps que le impida correr).
- Forma terciaria

Nemesis, en un momento concreto, perdió su cabeza debido a sus severas heridas, quedando parcialmente desactivado; pero sus módulos secundarios impidieron su muerte. Incluso medio disuelto al caer en un tanque de procesamiento de residuos, tras haber perdido la cabeza, sobrepasando los límites, obliga a sus tejidos corporales a desenvolverse y mutar de forma que pueda seguir activo. Nemesis pierde, en ese momento, totalmente el control, incluso devora a uno de los ocho Tyrant que Umbrella soltó en Raccoon City con diversas misiones, el cual está inutilizado, y lo absorbe para tener nutrientes para de alguna forma fortalecerse.
Rompiendo sus barreras, los tentáculos se enrollan y ligan formando precarios apéndices, ya que había perdido los suyos propios, reconstruye sus órganos y los une a los del Tyrant muerto, y en la abertura donde tenía la cabeza forma una especie de boca y unos precarios ojos explotando al máximo el poder regenerativo del T-Virus. Cabe resaltar que Nemesis perdió su cabeza, y con ella la capacidad de comprender y pensar, y por consiguiente de cumplir su misión. El único hecho por el que ataca persistente mente es por la salvaje necesidad de alimentarse.
La rápida reacción química que ocurre dentro de la mutación comienza a crear un conflicto entre las células del T-Virus y las células del parásito mutágeno. El conflicto entre las 2 células crea una reacción en cadena en la cual se produce una hinchazón de manera simultánea de sus tejidos, resultando que sean expulsados del cuerpo como si fueran burbujas.
Todo su cuerpo se revela buscando la forma de avanzar: sus poros segregan mucosas para que deslice su cuerpo (ahora se desplaza de espaldas, con las entrañas hacia arriba) desplazándose más rápidamente y para los objetivos lejanos que no alcanza con sus tentáculos escupe ácido por su nueva boca de cuatro lóbulos.
Aunque su situación parece precaria e inestable, exponiendo sus vísceras y habiendo perdido mucha movilidad, esta nueva mutación resulta imparable e incansable tanto por el instinto de alimentarse como por la ira y adrenalina orgánicas haciendo que sus lesiones se curen de manera forzada y atacando sin decaer. La única forma de derrotarlo es con alguna arma militar de alta potencia o similar aprovechando su lentitud.

## Poderes y habilidades
- Inteligencia - Es tan inteligente como un humano normal, Némesis es capaz de analizar una situación, y pensar en la mejor opción para actuar, convirtiéndose en uno de los Tyrants más inteligentes, puede analizar los movimientos de sus enemigos, dándole prioridad a su blanco principal.
- Armamento - La inteligencia de Némesis le permite maniobrar varias armas, en Resident Evil 3, usa un lanzacohetes para acabar con Jill Valentine, mientras que en Resident Evil Operation Raccoon City usa un enorme cañón gatling o "minigun", en sus peleas contra las tropas U.S.S.
- Tentáculos - Némesis puede usar sus fuertes tentáculos para ahorcar, golpear, cortar, atravesar, reventar, arrojar o despedazar a sus enemigos, también puede usarlos para inyectarle una toxina paralizante a sus víctimas o bien, infectarlas con el virus T.
- Fuerza y Velocidad Sobrehumana - Némesis puede realizar grandes hazañas con su fuerza monstruosa, como atravesar paredes o arrojar vehículos grandes; su rapidez le permite ir a velocidades tremendas, es capaz de superar en carrera a Jill, quien es uno de los personajes más rápidos de la saga.
- Resistencia - Némesis es conocido por su extrema resistencia, puede soportar disparos continuados de todo tipo de armas y seguir atacando, es casi indestructible, uno de los pocos tyrants que sobreviven después de un disparo de lanzacohetes. Es capaz incluso de sobrevivir y seguir pensando sin cabeza, ya que tiene un segundo cerebro protegido por sus costillas.
- Regeneración - Némesis sana muy rápidamente, aunque rara vez sufre daños importantes, cuando queda herido es capaz de curar sus heridas en muy poco tiempo.
- Inmunidad - Némesis es inmune a cualquier enfermedad o virus.
- Mutación - Némesis puede adaptar su cuerpo dependiendo de la situación, aunque después de mucho daño no podrá controlarse hasta mutar a una masa gigante de músculos y tentáculos, indestructible e imparable.

## Adaptaciones impresas
Némesis aparece en una adaptación de cómic de Resident Evil 3 hecha en 1999 por Lee Chung Hing en Hong Kong manhua, la cual lleva el nombre del título en japonés del juego(Biohazard 3 última fuga). La serie en el tema-27 se le suma a Némesis a la historia de fondo, detallando su origen, mostrando la infección y la transformación del tirano original por el parásito Némesis. Algunos elementos se cambian por su diseño, como el que Némesis tenía retención en ambos ojos al principio, perdiendo el ojo derecho, y la obtención de alimentos básicos craneales, solo después de un encuentro con Jill El cómic también incluye personajes de Resident Evil 2 en la trama, que se traduce en un cara a cara entre Némesis y la mutación de William Birkin hacia el final de la serie.
En el año 2000, Simon and Schuster publicó una novela de Resident Evil 3: Nemesis, escrito por S. D. Perry. Aunque sin cambios en su mayor parte, Némesis se reconoce de inmediato como un tirano modificado en la novela, que Jill Valentine debe detener a Némesis después de pensar acerca de por qué la persigue En lugar de mutar por haber recibido daño, Nemesis muta hacia la conclusión de la historia en su búsqueda de Jill,, con su segunda forma del juego es su aspecto real por debajo de la capa.
Una novela de Apocalipsis, fue lanzada en 2004, escrito por Keith RA DeCandido. En el libro, Matt y acto Némesis como personalidades distintas en un mismo cuerpo, tanto consciente, pero con Nemesis dominante. Matt finalmente recupera el control después de que su cuerpo está atravesado por un trozo de metal, mientras que la lucha contra Alicia, al mostrar Nemesis sus recuerdos de la experimentación de Umbrella sobre él. Simon & Schuster. se menciona más adelante Némesis en la novela de 2007 de Resident evil: Extinction, en la que el antagonista del doctor Isaacs considera que su Némesis fue su mayor éxito y su mayor fracaso, odio mención de él y echarle la culpa el deseo de Umbrella de campo inmediatamente probarlo.

## Promoción de mercancías
Nemesis aparece en la portada de todas las versiones de Resident Evil 3, y se menciona un lugar destacado en los volantes de Resident Evil: Survivor 2. Capcom también ha lanzado productos comerciales inspiradas en el personaje, como un tamaño adulto Halloween máscara, y luego una medalla de plata anillo de modelo de la cabeza a la venta Nemesis a través de su tienda en línea japonesa Juguetes Palisades utilizó su imagen para crear una desechable figura de acción, que fue lanzado junto a varios otros productos de  Resident Evil, figuras de acción basadas, empaquetado con un base y lanzacohetes.

## Recepción
Tras el debut del juego en 1999, Némesis se convirtió en uno de los personajes más reconocidos y populares en la serie de Resident Evil. G4, filter le llama a Némesis uno de los diez mejores villanos de videojuegos de todos los tiempos seleccionados por los espectadores, logrando un quinto lugar en la lista. IGN observó como su aspecto favorito de Resident Evil 3, afirmando que "El punto es él, es un tipo rudo, y tiene sorpresas hasta los pies, además de ser rápido y tiene un enorme cañón" En otro artículo, IGN señaló a Némesis como uno de sus monstruos favoritos de videojuegos de todos los tiempos, pero sentía desprecio por su presentación en la película y También lo nombró como uno de los mejores jefes de la serie, que calificó de "lo que podría ser la creación más temible de Umbrella siempre" y lo compara con Terminator 2, al T-1000, y más tarde uno de los 100 mejores villanos de videojuegos de todos los tiempos, la colocación de 59 y descrita como horrible, no por su apariencia o ataques, pero su persistencia llamado la batalla contra el Némesis uno de los "25 de los Combates de jefes más rudos de todos los tiempos", diciendo que "Hay un montón de jefes que da pena mencionar en la serie de Resident Evil... pero el que hasta el día de la mayoría de los usuarios señalan como el mayor jefe de todos es el Némesis.
GameProcoloco a Nemesis en el puesto 29 en su lista de "los 47 villanos de video juegos más diabólicos de todos los tiempos", teniendo en cuenta el carácter dehecho, RE3 memorable, incluso entre las cuotas de otros, superiores en la serie " Se ocupó el cuarto lugar en Electronic Gaming Monthlys Top Ten Undead Badass" artículo, que describe su papel como un villano simple, pero efectivo. GameSpot puso a Nemesis funciones en un "lector de elección "edición de su" Top 10 Video Game Villanos "del artículo, con un octavo puesto en la lista y teniendo en cuenta la alta popularidad del personaje entre los aficionados cuando se compara con el Tirano.
En GameDaily es considerado como uno de sus personajes favoritos de Capcom de todos los tiempos, afirmando que en Resident Evil, la serie tiene un montón de chicos malos memorables para elegir... pero Némesis es nuestro favorito. Némesis, además, ocupó el quinto lugar en su lista de "Top 25 de monstruos de videojuegos más asustadizos", y también fue nombrado uno de sus favoritos personajes de la saga de los videojuegos de muertos.

## Otros datos de interés
- El diseño de Nemesis era originalmente un modelo rechazado para el Tyrant-103 de Resident Evil 2.
- Nemesis es el único Tyrant que puede hablar, aunque solamente dice "S.T.A.R.S."
- En Resident Evil 3: Nemesis, cuando Nemesis se quemó la chaqueta, conserva en gran medida las mismas proporciones de antes. En, Resident Evil: The Umbrella Chronicles, una gran masa de carne y pinchos aparece en el hombro izquierdo de Némesis después de su chaqueta se quemó.
- Solo la primera y segunda forma de Nemesis se muestra en Resident Evil: The Umbrella Chronicles. Su forma final no aparece.
- Némesis utiliza su lanzacohetes en tres momentos específicos: Segundo Encuentro en el interior de la RPD, cuando el jugador está fuera de la oficina de gestión de ventas o fuera de la subestación y después de ponerse en contacto con el helicóptero fuera de la torre del reloj (si el jugador decidió saltar por la ventana).
- Si el jugador decide huir de él, la música especial comenzará a reproducirse. Esto significa que Némesis podría aparecer en cualquier lugar y a cualquier hora. Cuando este "acoso musical" termine, Némesis ha dejado de perseguir al jugador hasta el próximo encuentro.
- En la Operación "Mad Jackal" del minijuego de los mercenarios, en el callejón detrás del Bar de Jack, se pueden encontrar dos Nemesis. A menudo se matarán entre ellos, dando los puntos al jugador (sobre todo si un jugador utiliza un cuchillo en ese momento).
- Es considerado por los fanes y por varias fuentes de Capcom como el monstruo más poderoso de toda la saga.
- Nemesis aparece en el videojuego Resident Evil Survivor 2: Code Veronica. Si el contador de tiempo llega a cero, Nemesis aparecerá para perseguir al jugador hasta que éste llegue al objetivo. Si le atrapa, Nemesis lo matará de un solo golpe certero. Por otro lado, si el jugador encuentra todos los objetos ocultos a lo largo del modo "Arcade" (unas gemas de colores), tras el combate contra el jefe final, aparecerá Nemesis para luchar contra él.
- El tema musical de Nemesis en Ultimate Marvel vs Capcom 3 es un remix de "Unstoppable Nemesis" uno de sus temas de batalla en Resident Evil 3.
- Nemesis iba a aparecer en Marvel vs Capcom 3, pero fue retirado por ser "demasiado horrible" y podría cambiar la calificación del juego; Capcom trabajó en las animaciones de Nemesis para acomodarlo en la calificación "T" y agregarlo en la versión ultimate.
- Su rival en Marvel vs Capcom parece ser el Doctor Strange, quien a menudo lucha contra demonios y abominaciones malignas, tales como Nemesis, cabe destacar que al ser Nemesis una creación de biotecnología se crea un choque de temática entre ciencia y magia.
- Sus tres formas en Resident Evil 3 aparecen en Ultimate Marvel vs Capcom 3.
- En Ultimate Marvel vs Capcom 3, no tiene una animación de bloqueo (aunque sigue bloqueando los ataques de sus enemigos de forma normal), esto es una referencia a su cuerpo inquebrantable en Resident Evil 3, donde no importó cuantas veces le disparó Jill, Nemesis no se inmutó ni dejó de atacar.
- Nemesis asesina al "camarógrafo" en su animación de victoria en Ultimate Marvel Vs Capcom 3.
- Es el único personaje de Resident Evil en Marvel vs Capcom 3 que no aparece en Resident Evil 5.
- A menudo es comparado con Terminator, por su insistencia por alcanzar su objetivo y su resistencia. También se le compara con Sagat (de Street Fighter) por tener mucho más de dos metros de altura y compartir con el luchador la habilidad de levantar en el aire a sus víctimas con una sola mano, y también con el Cenobita Chatterer (de Hellraiser) por tener un rostro parecido.
- Nemesis te dejara munición infinita si no usas un spray primeros auxilios
- Nemesis hace su aparición en Marvel vs. Capcom: Infinite.

## Apariciones
- Resident Evil 2 (mencionado)
- Resident Evil 3: Nemesis (primera aparición)
- Resident Evil Survivor 2: Code Veronica (aparece como jefe oculto)
- Resident Evil: The Darkside Chronicles (Aparición especial)
- Resident Evil: Apocalypse (película, interpretado por Matt Taylor y Eric Mabius).
- Resident Evil: Operation Raccoon City (Aparición y parte de la historia)
- Resident Evil: Survivor (Mencionado en el informe de Nicholai en el Cinema)
- Resident Evil 3 (videojuego de 2020) (última aparición)

## Otras apariciones
Nemesis es uno de los villanos más famosos, tanto de Resident Evil como de Capcom en general, y por ello ha llegado a hacer varios cameos en distintos juegos, que son:
- Under The Skin
- Marvel vs Capcom 3: Fate of two Worlds
- Ultimate Marvel vs Capcom 3
- Project X Zone
- Marvel vs Capcom: Infinite
- Dead By Daylight

| Título | Año de salida | Notas             |
| --- | ------------- | ----------------- |
| Resident Evil 3: Nemesis (バイオハザード 3ラストエスケープ)(BIOHAZARD 3: The Last Escape)                                | 1999          | Principal enemigo |
| Resident Evil Survivor 2: Code Veronica (バイオハザードサバイバー2：コードベロニカ)(BIOHAZARD SURVIVOR 2: Code Veronica) | 2001          | Jefe Alterno      |
| Resident Evil: Apocalypse                                                                                                | 2004          | Película          |
| Resident Evil: The Umbrella Chronicles (バイオハザードアンブレラ·クロニクルズ)(BIOHAZARD: UMBRELLA CHRONICLES)           | 2007          | Jefe de Nivel     |
| Marvel vs. Capcom 3: Fate of Two Worlds                                                                                  | 2011          | Cameo             |
| Ultimate Marvel vs. Capcom 3                                                                                             | 2011          | Personaje Jugable |
| Resident Evil: Operation Raccoon City (バイオハザードオペレーションラクーンシティ)(BIOHAZARD: Operation Raccoon City)    | 2012          | Modo Nemesis      |
| Marvel vs. Capcom: Infinite                                                                                              | 2017          | Personaje Jugable |